# Alessandro Michele
Alessandro Michele, né le 25 novembre 1972 à Rome, est un styliste italien. Il a notamment été directeur de la création de la maison italienne Gucci de janvier 2015 jusqu'à fin novembre 2022, chargé de l'ensemble des collections de Gucci et de l'image de la marque.
Il devient depuis le 2 avril 2024 directeur artistique de la maison Valentino.

## Débuts et éducation
Alessandro Michele est né à Rome en 1972. Il a étudié à l'Académie du Costume et de la Mode de Rome.

## Carrière
Il commence sa carrière dans la maison italienne Fendi, où il était designer senior des accessoires. 

### 2002 - 2022: Gucci
En 2002, il rejoint les équipes de la maison Gucci. Au cours de ses 12 ans de carrière au sein de la maison Gucci, Il a eu plusieurs rôles : en 2006, il a été nommé directeur de la création de la maroquinerie et promu en mai 2011 au titre d'associé du directeur artistique.
En septembre 2014, il occupe le rôle de directeur de la création de Richard-Ginori — la marque Florentine de porcelaine acquise par Gucci en juin 2013. Pendant le défilé Hommes Automne/Hiver 2015-16, il révèle une nouvelle vision de la maison Gucci. Cette vision se concrétise au cours du défilé Femmes Automne/Hiver 2015-2016.
Il organise le défilé de sa collection 2022 dans le château italien Castel del Monte.
En novembre 2022, il quitte la direction artistique de Gucci.

### 2024: Valentino
En avril 2024, Alessandro Michele devient directeur de la création de Valentino,,. Sa nomination fait suite au départ de Pierpaolo Piccioli, qui avait travaillé chez Valentino pendant 25 ans.

## Distinctions honneurs
- Styliste international de l'Année 2015 lors des British Fashion Awards.
- Styliste international de L'année 2016 lors des British Fashion Awards[12]
- Prix International de la CFDA en 2016[13],[14]
- 2017 : Classé dans le HB100 de Hypebeast[15]
- 2017 : Les 100 personnes les plus influentes du Time[16]